# معتقل لودي
معتقل لودي أقيم بين عامي 1954 و1962 تحت مسمى مركز الاستضافة من قبل السلطات الفرنسية (بالفرنسية: centre d’hébergement par les autorités françaises)‏. يقع على بعد 100 كيلومتر جنوب غرب الجزائر العاصمة، بالقرب من قرية ذراع السمار. هو معسكر اعتقال خلال الحرب الجزائرية، شكلت الأقدام السوداء 80% من الموجودين به وبالبقية من فرنسيي أوروبا (أي 20%).

## التاريخ
المعتقل كان معسكرا صيفيا سابقا للشركة الجزائرية للسكك الحديدية (بالفرنسية: Compagnie des chemins de fer algériens de l'État (CFA) )‏ وعرف باسم "عامل السكة الصغير في الجبال »(بالفرنسية: Petit cheminot à la montagne)‏. استضاف معتقل لودي، الذي أحيط بالأسلاك الشائكة، 162 شخصًا في أكتوبر 1955. كان يأوي أوروبيين مؤيدين أو من المفترض أن يكونوا مؤيدين لاستقلال الجزائر، ومن مقاتلين شيوعيين، حبسوا بشكل تعسفي لعدة سنوات دون محاكمة.
في 12 يونيو 1957، تعرض هنري علاق، مدير صحيفة " Alger républicain " الشيوعية، للتعذيب في معتقل لودي. ونشرت جيلبرت سالم أليج في جريدة ليكسبريس (رقم 329 من2 ) وفي صحيفة L'Humanité اليومية، رسالة مفتوحة بعنوان "إذا كان زوجي لا يزال على قيد الحياة، فهو اليوم في خطر الموت ! »لتحسيس وانذار الرأي العام والسياسيين.